# Бельтран Лейва, Артуро
Артуро Бельтран Лейва (исп. Arturo Beltrán Leyva; 27 сентября 1961 года, Бадирагуато — 16 декабря 2009 года, Куэрнавака) — мексиканский преступник, глава наркокартеля «Бельтран Лейва».

## Биография
Под руководством Артуро Лейва на территории Мексики действовала по меньшей мере 45 тыс. наёмников. Артуро Лейва один из пяти братьев, руководивших наркокартелем «Бельтран Лейва». Артуро Лейва являлся одним из 24 самых разыскиваемых глав наркобизнеса. За его поимку правительство Мексики назначило вознаграждение $2,1 млн. Наркокартель «Бельтран Лейва» известен своей особенной жестокостью. Наркокартель совершил множество преступлений, в том числе убийств. Своих жертв члены наркокартеля обезглавливали. Благодаря коррумпированным чиновникам бандитам удавалось лоббировать свои интересы и избегать ответственности за совершенные преступления.
Артуро Бельтран Лейва погиб в результате двухчасовой осады его дома. На штурм жилища Артуро Бельтрана Лейвы были брошены 200 военнослужащих Мексики.